# Timniri
Timniri, o anche Timiniri, è un comune rurale del Mali facente parte del circondario di Bandiagara, nella regione di Mopti.